# Dukovanský mlýn

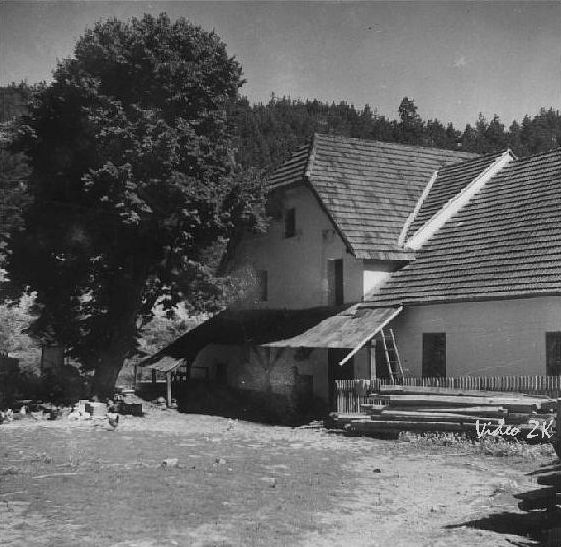
Mlýn před svým zrušením

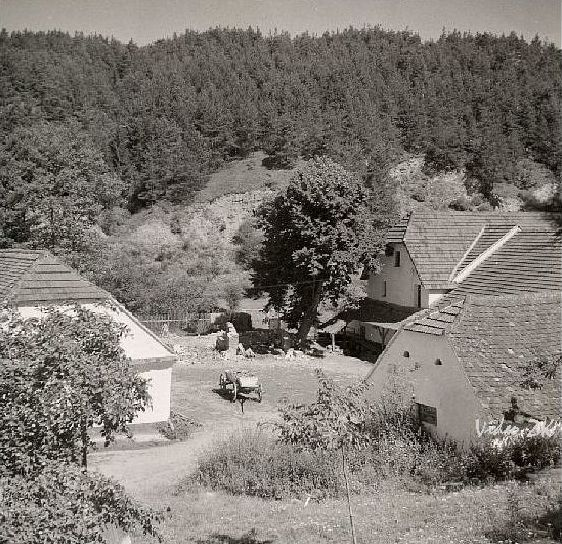
Mlýn před svým zrušením

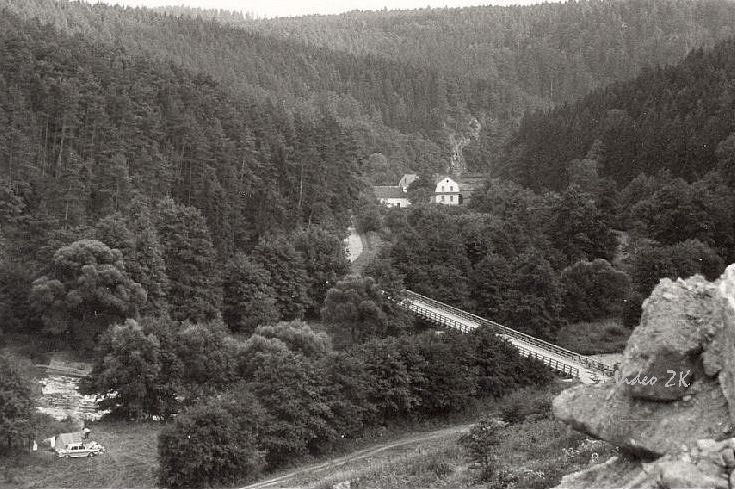
Údolí Jihlavy s někdejším mostem a mlýnem

Dukovanský mlýn (zvaný též Horní mlýn či Dukovanský horní mlýn) byl mlýn na řece Jihlavě u Dukovan, míval čp. 85. Kolem roku 1920 zde byl mlynářem Jan Fryc s manželkou Anežkou. Posledním mlynářem tu byl pan Zlatuška. Mlýn přestal mlít v 50. letech 20. století, v 60. letech byl vykoupen a zbořen. Mlýniště bylo zatopeno vodní nádrží Mohelno, která byla zprovozněna roku 1977. Mlýn se nacházel nedaleko dnešní hráze.
Po někdejším mlýnu je pojmenována přírodní rezervace Dukovanský mlýn, která se nachází na pravobřežní stráni údolí Jihlavy nad někdejším mlýnem, směrem k obci Dukovany.